# Pécsi légi katasztrófa
A pécsi légi katasztrófa 1949. november 14-én történt, amikor a Magyar–Szovjet Polgári Légiforgalmi Rt. (Maszovlet) HA-LIK lajstromjelű Li–2 típusú, menetrend szerinti járatot teljesítő utasszállító repülőgépe Pécs közelében, Kővágószőlős határában lezuhant. A fedélzeten tartózkodó 7 személyből egyetlen utas élte túl a balesetet. A pécsi szerencsétlenség volt a második világháború után a magyar polgári repülés első katasztrófája.

## Események
A Maszovlet 381-es járata 1949. november 14-én reggel 9 óra 34 perckor szállt fel a Budaörsi repülőtérről, a menetrend szerinti Budapest–Pécs útvonalon, az akkor még a belváros közelében, a mai Uránváros területén elhelyezkedő Pécsi repülőtér irányába, Molnár Béla kapitány és Bartos József első tiszt irányítása alatt. A 21 utas szállítására alkalmas gépre a hatfős személyzet mellett aznap mindössze egyetlen utas váltott jegyet. Ez szokatlannak számított, ugyanis a frissen újraindított belföldi légiközlekedés igen népszerűnek számított, a pécsi járatok legtöbbször telt házzal repültek. Az ötfős hajózószemélyzeten kívül a fedélzeten tartózkodott az Államvédelmi Hatóság egyik tisztje, mivel egy korábban történt eltérítési incidens miatt 1949-től minden belföldi járatot egy-egy civil ruhás államvédelmis kísért. Pécs környékén aznap kiemelkedően rosszak voltak az időjárási körülmények, így a pécsi repülőtér irányítói már korábban jelezték, hogy csak műszeres repülésre alkalmas gépeket tudnak fogadni. A látótávolság körülbelül 4000 méter volt. A Maszovlet járatának érkezéséről csak 10 óra körül értesítették a pécsieket, ám ekkorra tovább romlott az időjárás, a látótávolság 3000 méter alá csökkent, a reptér körüli hegyeket ködfelhők fedték. A repülőtér mindennek dacára nem adott ki leszállási tilalmat. A repülőgép 10:28 körül érkezett meg Pécs határába, ahol jelentették, hogy 150 méteres magasságban repülnek, és hogy földi irányadóra nem lesz szükségük. Az első próbálkozást a fordulásra azonban elvétették, így 10:31-kor a gép mégis kérte az irányadó bekapcsolását. Ez meg is történt. A gép ekkor felhőben repült, a látótávolság gyakorlatilag 0 méter volt. Emelkedtek vagy 300 métert, és balforduló helyett egy nagyívű jobbfordulóval kezdték meg a ráfordulást 450 m-en. A manővert befejezni már nem tudták: a pilóták későn vették észre a Jakab-hegy előttük tornyosuló hegyoldalát, így a gép orral a hegynek csapódott és megsemmisült, lángoló darabjai az egész hegyoldalt beborították. A becsapódást követő robbanást a közeli Kővágószőlősön is lehetett hallani, ahonnan először a helyiek siettek a helyszínre. A katasztrófában összesen hatan vesztették életüket, az ötfős legénység, valamint az egyetlen utas. A balesetet egyedül az Államvédelmi Hatóság kísérője, Tóth Lajos élte túl, aki a gép hátuljában tartózkodott.

## A repülőgép
Az érintett repülőgép egy Liszunov Li–2P, melyet 1948-ban építettek a taskenti 84. sz. Cskalov repülőgépgyárban. Még abban az évben Magyarországra került, a frissen létrehozott Magyar–Szovjet Polgári Légiforgalmi Rt. flottájába, ahol HA-LIK lajstromjellel repült, 21 személyes utasszállítóként. 1948 végéig összesen 225 órát repült, és 142-szer szállt fel.

## A személyzet és az utas
- Molnár Béla, kapitány
- Bartos József, első tiszt
- Újszászi János, rádiótávírász
- Minár György, hajózószerelő
- Tandary István, gyakornok-szerelő
- Tóth Lajos, biztonsági kísérő
- Reiter Endre utas

Az áldozatok emlékére 1996-ban emléktáblát állítottak Pécsett az egykori repülőtér helyén, az Építők útja 7-es számú ház falán.